# Tsetsaut
Die Tsetsaut waren ein heute bereits ausgestorbener Indianerstamm der Nördlichen Athabasken (Dene) im Grenzgebiet des Südwestens von Alaska und British Columbias im Nordwesten von Kanada. Die Tsetsaut gehörten somit dem Kulturareal der Subarktis an; ihre gleichnamige Nordathapaskische Sprache ist heute ebenfalls ausgestorben.
Mit T'set'sa'ut, Ts'a̱ts'aaw oder Jits'aawit („Volk im Landesinnern“) bezeichneten die feindlichen und mächtigeren Gitxsan („Volk vom Skeena River“), Tsimshian („Volk inmitten des Skeena River“) und Nisga’a („Volk entlang des Nass River“) mehrere Bands der Nördlichen Athabasken, die aus dem Inland kommend an die Küste gezogen waren oder versuchten durch Raub- und Kriegszüge die reichen Fischgründe entlang des Skeena River und Nass Rivers gewaltsam in Besitz zu nehmen.
Jedoch war meist mit T'set'sa'ut eine Sammelbezeichnung für alle benachbarten und feindlichen Nördlichen Athabasken gemeint, so dass dies auch die (teilweise mit den Tsetsaut familiär eng verwandten) Sekani (Tsek’ene) im Südosten, Kaska Dena im Nordosten, die Tahltan und Tagish (Tā̀gish kotʼīnèʼ) im Norden sowie weiter nördlich lebende Bands der Athabasken miteinschloss. Um sie daher von den anderen Athabasken zu unterscheiden, nannte man sie auch eigentl. Tsetsaut oder Westliche Tsestaut, während man manche Gruppen der heutigen Tahltan als Östliche Tsestaut bezeichnete.
Zur Verwirrung trug zudem bei, dass so verschiedene Völker wie die T'aaku Kwáan der Tlingit (Lingit), die Pelly River Northern Tutchone, die Tagish, Kaska Dena, Tahltan, Sekani (Tsek’ene), Daneẕaa – sowie ebenfalls die Tsetsaut (Wetaɬ) – als Nahanni / Nahani Dene („People Over There Far Away“) bezeichnet wurden.
Die Tsetsaut selbst jedoch bezeichneten sich als Wetaɬ oder Wetalth.

## Geschichte
Laut Teit erstreckte sich ihr einstiges Territorium "...lay in a strip from near Bradfield Canal and the Iskut River across the streams flowing into Behm Canal perhaps to about the head of Boca de Quadra. They occupied all of the upper part of Portland Canal around the BC town of Stewart, and Salmon and Bear Rivers. They may have come down the canal as far as Maple Bay. They occupied all the White River and Meziadin Lake basins and one of their original headquarters, especially for salmon fishing, was at Meziadin Lake. They stretched across the head of the Skeena River above the Kuldo River over to Bear and Sustut lakes "
Um 1830 gab es 500 Stammesangehörige, die in Siedlungen entlang des East Behm Canal und des Portland Canal lebten und friedliche Kontakte zu den benachbarten Saanyaa Ḵwáan der Tlingit sowie zu den isoliert lebenden – mit den Tahltan eng verwandten (als Nassgotin oftmals als südlichste Band der Tahltan betrachtet) – athabaskischen Lax̱wiiyip/Lakweip oder Portland Inlet Athabascans bzw. Stikine Tahltan, letztere bezeichneten die Tsetsaut jedoch als Nackyina („Jene auf der anderen Seite (des Canals)“).
Die Tsetsaut waren unter benachbarten Stämmen gefürchtete Krieger und bekannt als Räuber, die immer wieder versuchten in die reichen Fischgründe benachbarter Völker vorzustoßen und sich daher viel Feindschaft zu zogen.
Die bereits durch Seuchen und dauernde Kriege geschwächten Tsetsaut und Tahltan wurden gegen 1830 durch eine Stammesallianz von Gitanyow (eine eng verwandte Ethnie der Gitxsan), Gitxsan, Nisga’a, Tsimshian, Tlingit und den Lax̱wiiyip/Lakweip angegriffen; nach weitreichenden und langwierigen Kämpfen waren die Tahltan stark angeschlagen und die Tsetsaut größtenteils aus ihren Gebieten vertrieben und fast ausgerottet. Auch die Haida beteiligten sich während ihrer entlang der ganzen Nordwestküste gefürchteten Raubzüge an Überfällen auf die Tsetsaut und Tahltan. Nach der Niederwerfung der Tsetsaut übernahmen die Gitanyow größtenteils deren Gebiete und erweiterten ihr Stammesterritorium nach Norden erheblich. Die überlebenden Tsetsaut mussten später Schutz bei ihren einstigen Feinden – den Nisga’a – suchen, die sie nun als Sklaven hielten, und deren Gebiete rund um Portland Canal heute als traditionelles Stammesgebiet gegenüber der Regierung beanspruchen.
Im Jahre 1895 gab es nur noch 12 Tsetsaut; heute sind zwar immer noch Nachkommen der Tsetsaut unter den Nisga'a, Tahltan und Kaska First Nations zu finden, jedoch ohne eine separate eigene Tsetsaut-Stammesidentität; ihre Sprache ist nur fragmentarisch durch zwei Tsetsaut-Sklaven unter den Nisga’a überliefert, die Franz Boas befragte, und ist seit den 1920er Jahren ausgestorben.

## Sprache
- ɬoʔ Fisch
- xɔ Grizzlybär
- xadzinε männliche Hirsche
- qax Kaninchen
- goʔ Schlange
- ts’alε Frosch
- ts’esdja Mücke
- tsrāmaʔ Wespe
- at’ɔ Nest
- εkyagɔ Knöchel
- aɬʼɔqʼ Leber
- dlε Tanz
- kwuɬʼ Schmutz
- na Mutter
- täʼ Vater
- isča Enkelkind
- axa Haar
- aɬa(ʔ) Hand
- txa Kick
- mmē See
- xutsʼedeʼ  link

(Quelle:)